# Kamran Daneschdschu

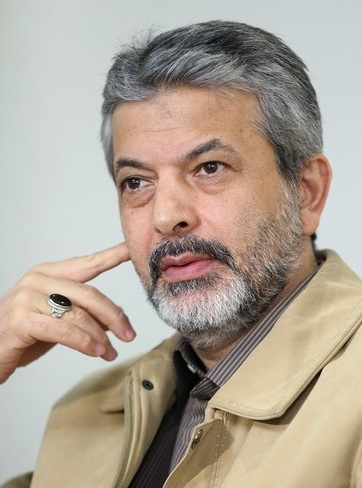
Kamran Daneschdschu, 2014

Kamran Daneschdschu (englisch Daneshjoo, persisch کامران دانشجو; * 2. Februar 1956 in Dāmghān) ist ein iranischer Politiker und Lehrer an der Iran University of Science and Technology.
Daneschdschu, der als radikal islamischer Konservativer gilt, war vom 29. August 2005 bis zum 16. Juli 2008 der Gouverneur von Teheran. Danach war er Minister für Wissenschaft, Forschung und Technologie vom 9. August 2009 bis zum 17. August 2013 im zweiten Kabinett von Mahmud Ahmadineschād. Wegen seiner Rolle im iranischen Atomprogramm steht Daneschdschu seit Dezember 2011 auf der Sanktionsliste der Europäischen Union.
Ob er einen Abschluss hat, oder nicht, gilt als umstritten, Kamran Daneschdschu ist mit Plagiatsvorwürfen konfrontiert. Er ist jedenfalls ein Alumnus des Königin-Maria-Kollegiums, des Imperialen Kollegiums London und der Amirkabir-Universität. Wegen versuchter Brandstiftung an einem Penguin-Books-Geschäft in London ist ihm die Einreise in das Vereinigte Königreich untersagt.